# 生田花世

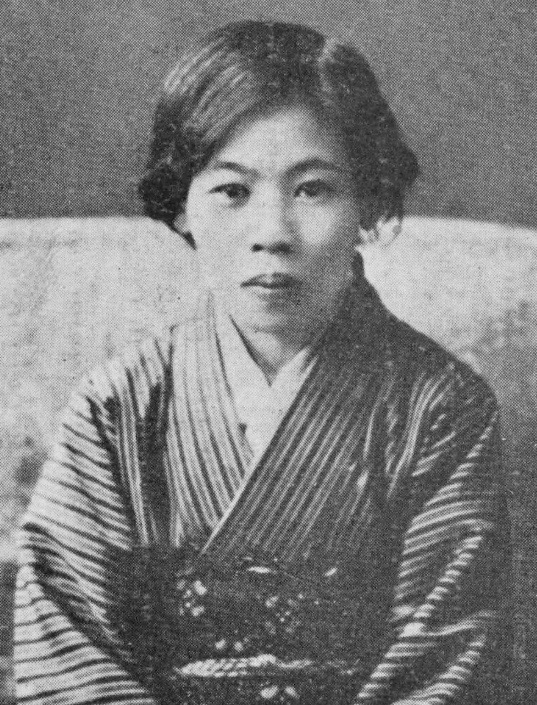
生田花世（1929年）

生田 花世（いくた はなよ、1888年（明治21年）10月14日 - 1970年（昭和45年）12月8日）は、作家、詩人、女性解放運動家。82年の生涯のうちの14年間、生田春月と同棲した。

## 生涯
徳島県板野郡泉谷村（現・上板町）で、砂糖や藍玉を製造する旧家・西崎安太郎の長女に生まれた。父は村長も務めたが、家は維新後衰えていた。
1903年（明治36年）（15歳）、県立徳島高等女学校2年に編入し、『明星』誌、『文章世界』誌などに投稿した。美しくない容貌と145cmと身長が低いことに劣等感を持っていた。服装は生涯飾らなかった。上京後は貧しい田舎出身者であることも劣等感となった。
卒業後、教員免許を取得し県職員の教員となり、1906年半田小学校の、翌1907年松島小学校の教員となり、病弱の詩人横瀬夜雨に文通の指導を受けて詩作し、『女子文壇』誌に投稿し、同誌の主筆、河井酔茗にも師事した。「長曽我部菊子」の筆名を用いた。
1909年父が没し、翌1910年に母の許しを得て上京し県職員を退職、王子の豊島小学校の教員、水野葉舟家の書生、『女子文壇』ほかの記者、寄席の女中などを務め、生活苦から、職場の性的嫌がらせを退けきれないこともあった。貧困の中で投稿を続けた。
1912年（24歳）、『新しい女』として騒がれていた『青鞜』誌に参加して、翌1913年、本名で、『新しい女の解説』『この頃の感想』『自己の或る心に与う』『昔の男に対して』『恋愛及生活難に対して』と、告白的な感想文を載せ続けた。
1914年2月、その『恋愛及生活難に対して』を読んだ生田春月（22歳）から、河井酔茗を経て求婚され、同棲した。間もなく春月は、年上の妻である花世が煙たく、浮気するようになり、疎隔もあったが、花世は、春月と経済的に助け合った。
同棲した秋、春月と共に、春月の師生田長江の『反響』誌に加わり、翌1915年1月、『法が女に私財を認めぬ限り、貞操より食物を優先させるのは自然』と書き、青鞜の良家のお嬢さんなどと、雑誌上で『貞操論争』をした。かつて務め先の社長からの性的暴行を受け入れた経験のある花世は、生活のために処女性を売るという判断が止むを得ない場合もあると論じたのに対し、『青鞜』同人仲間の安田皐月が貞操を失うより死んだほうがましだと反論したことで二人の応酬が続き、平塚らいてうらも巻き込む大論争となった。
1915年（大正4年）秋、青鞜の最末期に、出産帰郷の伊藤野枝に代わって編集の実務を引き受けた。
1916年（28歳）、平塚らいてう、生田長江らと女性文芸誌『ピアトリス』を創刊したが、婦人運動の同人が増え、一年足らずで廃刊した。
花世が内で支えた、春月の詩集『霊魂の秋』（1917）は売れたが、長編小説『相ひ寄る魂』（1921 - 1924）は文壇的に不評だった。

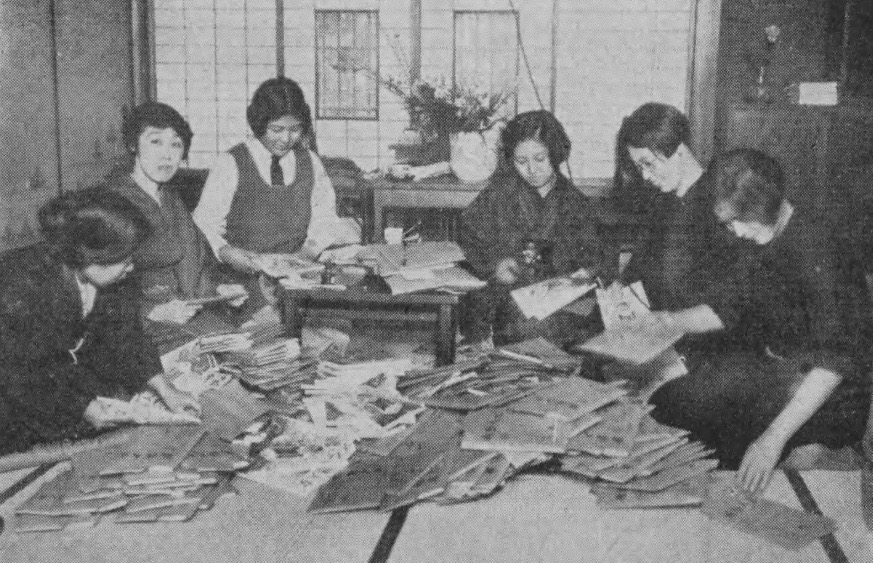
『女人藝術』の編集室。左から、生田花世、長谷川時雨、小池みどり、素川絹子、八木秋子、望月百合子。

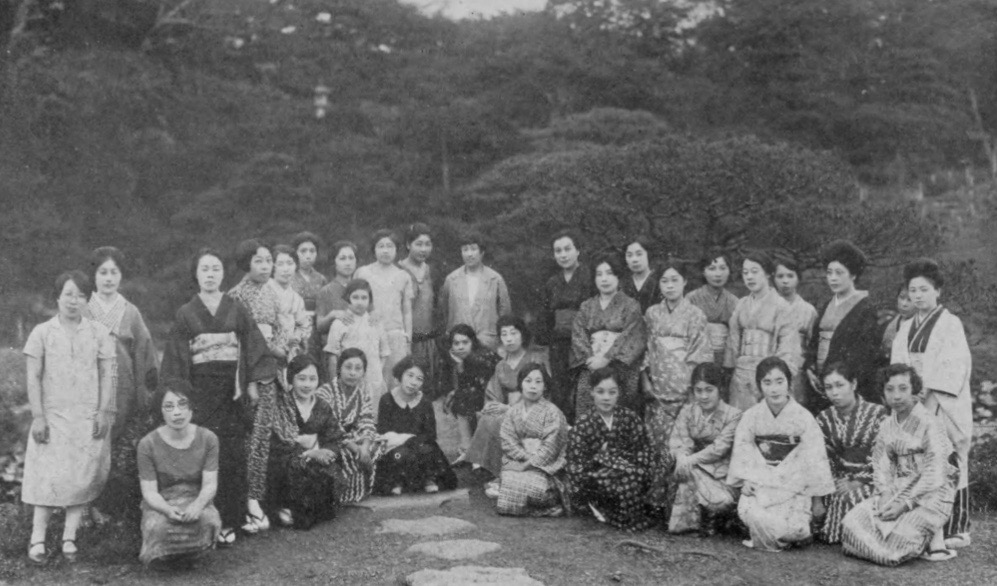
1929年6月28日、『女人藝術』誕生祭が小石川植物園で開かれた。
前列：八木秋子、英美子、北川千代、林芙美子、長谷川時雨、生田花世、戸川静子、堺真柄ら。
後列：島本久恵、円地文子、熱田優子、神近市子、今井邦子、板垣直子、大村嘉代子、弘津千代ら。

1928年（昭和3年）（40歳）、長谷川時雨に乞われて『女人藝術』誌の発刊に協力し、広い人脈を役立てた。創刊号に『獅子は抗しがたし』を載せた。
1930年、春月が、女性関係と世帯とに挟まれて自殺した。花世は、春月の末弟博孝と『生田春月全集』全10巻を編集し、1931年から刊行した。1932年、春月の1922年からの詩誌『詩と人生』を継いで第2次『詩と人生』を復刊し、投稿者を指導した。
1933年（45歳）、時雨の『女人芸術』に次ぐ月刊新聞『輝ク』を、手伝った。1938年、時雨の『輝ク部隊』の評議員となり、支那事変下の上海・南京の日本軍を慰問した。1940年、傷病兵の慰問、海軍記念日の講演、『銃後純情』『生かす隣組』の刊行など、戦時向きに行動し、『日本文学報国会』の会員になった。第二次世界大戦の末期は、役所の指導員、調停員などで食いつなぎ、1945年、空襲に焼かれた。
敗戦直後の1945年（昭和20年）（57歳）秋、弟子の家に仮寓して「松花塾」の看板を出し、女性たちと『万葉集』を読んだ。出版も再開した。1954年、杉並区の主婦たちに『源氏物語』の講義を頼まれ、その「源氏の会」が33会場、聴講者計400人以上に広がって、2会場を巡る日もできた。
1966年（78歳）、高血圧を診断され、半年休んでから、『源氏』を再開した。1967年の誕生日の会合に、300人が『生田源氏』の出版と著者の傘寿とを祝った。
その後も「源氏の会」を巡り歩いていたが、1969年暮に再発した。翌年秋、会員たちが野猿峠の光照寺に建てた花世の歌碑の除幕式に、病院から出席した。
ふるさとの阿波の鳴門に立ち出でてすくひ上げたる白き砂はも
そして暮に没し、歌碑の下に葬られた。東京都八王子市絹ケ丘3-8-1 光照寺。

## おもな著書
以下の項の→の後は、最新と思われる改版。
- 『情熱の女』岡村盛花堂（1913)
- 『恋愛巡礼』紫鳳閣（1915）
- 『近代日本婦人文芸女流作家群像』行人社（1929）→ 複製、大空社 叢書女性論25（1996）
- 『燃ゆる頭』（小説集）（燃ゆる頭、浅草の鐘、北風、秋の或る夕の事、群衆と母子、ひともし頃の会話、継子、桜の町、面会人の顔、ほそのを、窓の瞳、風鈴、峠の木の枝、勉強せぬ同盟、女ばかりの部屋、早春、丘の林、小松原、獅子は抗しがたし - ある夫人の備忘録、三角関係の一端より - ある夫人の述懐）、中西書房（1929）→ 復刻、不二出版 青鞜の女たち 5（1986）ISBN 9784835052151
- 『春の土』（詩集）詩と人生社（1933）
- 『銃後純情』道文書院（1940）→ 「高良留美子、岩見照代編：『女性のみた近代27 女と戦争』ゆまに書房（2004）ISBN 9784843312247」中の一篇
- 『輝く人柱 教化史蹟物語』新踏社（1941）
- 『活かす隣組』鶴書房（1941）
- 『明かるい人事調停』鶴書房（1942）
- 『明るい台湾の生活』婦人之家社 外地研究叢書（1942）
- 『日本の娘』忠文館書店（1942）
- 『戦時女性文範』愛読社（1943）
- 『一葉と時雨』潮文閣（1943）→ 複製、大空社 伝記叢書91（1992）
- 『海国女性史』立誠社（1943）→ 「上笙一郎、山崎朋子編：『日本女性史叢書18（昭和期7）』、クレス出版（2008）ISBN 」中の一篇
- 『結婚前後』立誠社（1944）
- 『未亡人』三元社 女性の書14（1949）→ 与那覇恵子、岩見照代編：『近代日本のセクシュアリティ25 未亡人という生き方』、ゆまに書房（2008）ISBN 9784843329757」に収録
- 『女の道 未亡人の生き方』三元社（1950）
- 生田源氏の会編：『源氏物語 原文入解説』（1967）
- 『生田花世詩歌全集』木犀書房（1971）
- 扶川茂編『ふるさと文学館 第42巻』ぎょうせい（1995）に、『緬羊』（1932年の詩）と『勉強せぬ同盟』（1929年の短編）を収録

## 関連図書
- 生田花世の会編『生田花世讀本』生田花世の会（1966）
- 生田花世の会編『生田花世の会文集. 第1集』生田花世の会（1966）
- 和田艶子『生田花世の生涯』大空社（1995）
- 森まゆみ『断髪のモダンガール 42人の大正快女伝』文藝春秋（2008）